# Victor de Sabata

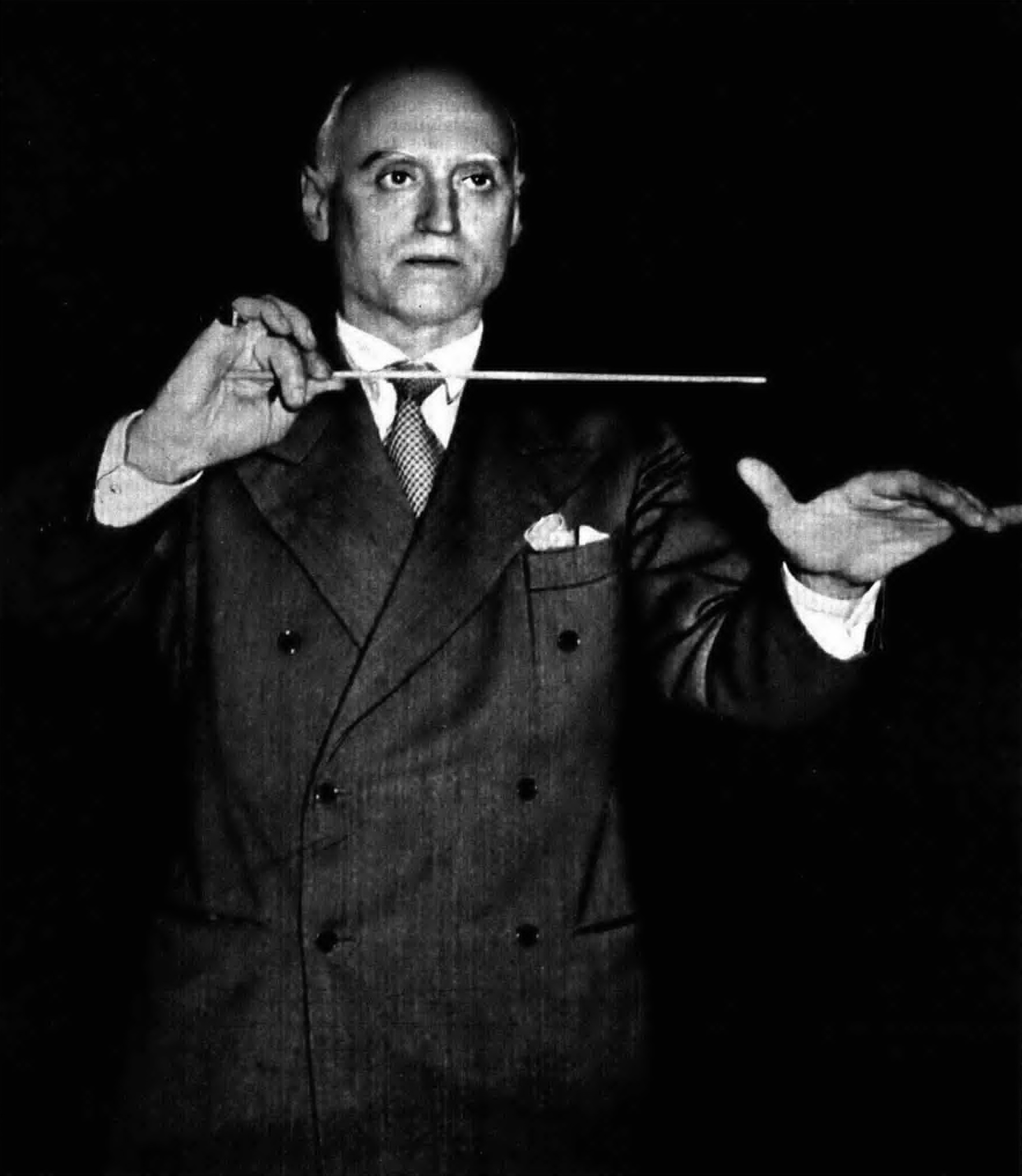
Victor de Sabata

Victor de Sabata (Triëst, 10 april 1892 - Santa Margherita Ligure, 11 december 1967) was een Italiaanse dirigent en componist.

## Loopbaan
Hij studeerde in Milaan en dirigeerde voor het eerst in Monte Carlo, waar hij op 21 maart 1925 de première van Maurice Ravels L'enfant et les sortilèges leidde. Van 1927 tot 1957 was hij hoofddirigent van het Teatro alla Scala te Milaan, maar hij had in die tijd tevens gastdirigentschappen in heel Europa.
In tegenstelling tot zijn concurrent Arturo Toscanini dirigeerde hij ook in Nazi-Duitsland, waar hij onder meer als Wagner-dirigent de hoogste achting kreeg.

## Dirigeerstijl
De Sabata werd door veel van zijn tijdgenoten beschouwd als nuchterder en diepzinniger dan Toscanini, een mening die werd vertegenwoordigd door onder anderen Sergiu Celibidache (die de dirigent in de jaren 1930 en 1940 vaak meemaakte in Berlijn).

## Nalatenschap
Aan hedendaagse muziekliefhebbers is de dirigent De Sabata voornamelijk bekend door zijn door Walter Legge geproduceerde opnames van Tosca en het Requiem van Verdi. De componist De Sabata, aan de andere kant, is zo goed als vergeten. Zijn opera Il macigno ging in 1917 in première aan de La Scala, maar de partituur ging verloren tijdens de Tweede Wereldoorlog.

## Voornaamste composities
- Symphonic suite (1912).[1][2]
- Il macigno; 3 atti di Alberto Colantuoni ("De rots", opera in drie bedrijven, 1917).[3] Herzien als Driada in 1935.[4]
- Melodia per Violino (1918)[5]
- Juventus: poema sinfonico ("Juventus: symfonisch gedicht", 1919).[6]
- Lisistrata (opera, naar Aristophanes, 1920).[7]
- La notte di Plàton: quadro sinfonico per orchestra ("De nacht van Plato: symfonische schets voor orkest", 1923).[8]
- Gethsemani, poema contemplativo per orchestra ("Gethsemane, beschouwend gedicht voor orkest", 1925).[9]
- Mille e una notte: fiaba coreografica in 7 quadri ("Duizend-en-een-nacht: choreografisch sprookje in zeven tonelen", ballet, 1931).[10]
- Incidentele muziek voor Shakespeares The Merchant of Venice, 1934.

## Spelling van de naam
Victor de Sabata en Victor De Sabata worden beide aangetroffen, en de voornaam wordt vaak gezien in de Italiaanse vorm Vittorio, in het bijzonder in Italië. Voorbeelden van de handtekening van de dirigent tonen echter duidelijk dat hij zijn naam spelde als Victor de Sabata, met een kleine letter "d", en affiches uit zijn tijd geven aan dat hij de voornaam Victor gebruikte, zelfs wanneer hij in Italië uitvoeringen gaf.